# Laevilitorina wandelensis
Laevilitorina wandelensis is een slakkensoort uit de familie van de Littorinidae. De wetenschappelijke naam van de soort is voor het eerst geldig gepubliceerd in 1905 door Lamy.